# Baggotrath Castle
Baggotrath Castle (auch Baggotsrath Castle, irisch Ráth Bhagóid) war eine Burg, die an der heutigen Baggot Street Upper im Zentrum der irischen Hauptstadt Dublin lag. Die Familie Bagod (später Baggot) ließ sie Ende des 13. Jahrhunderts errichten; so erklären sich auch die Namen von Burg und Straße.
Im englischen Bürgerkrieg war der Besitz der Burg, die als „die stärkste Festung im Raum Dublin“ galt, von größter Bedeutung für beide Konfliktparteien. Während der Belagerung von Dublin 1649, am Vorabend der entscheidenden Schlacht von Rathmines, wurde die Burg größtenteils zerstört. Ihre Ruinen blieben bis zum Anfang des 19. Jahrhunderts stehen, dann ließ die Dublin Corporation (Stadtverwaltung von Dublin) sie abreißen. Heute sind keinerlei Spuren der ehemaligen Burg mehr sichtbar, aber man ist sich sicher, dass sie an der heutigen Adresse 44–46, Baggot Street Upper, gegenüber der Einmündung der Waterloo Road, stand.

## Geschichte

### Frühe Geschichte
Burg und Umgebung haben ihren Namen von Sir Robert Bagod, dem Chief Justice of the Irish Common Pleas (Oberster Richter des irischen, niederen Gerichtshofes), der das Gelände um 1280 kaufte und dort eine Burg bauen ließ. Von den Bagods fiel die Burg später an die FitzWilliams, die später zu Viscounts FitzWilliam erhoben wurden. Diese wiederum vererbten das Anwesen Anfang des 15. Jahrhunderts an den einflussreichen Soldaten und Staatsmann Sir Edward Perrers, der in England geboren war. Später fiel es an die Familie FitzWilliam zurück.
1441 fand auf der Burg ein blutiger Kampf statt. Joanna, die Witwe von Edward Perrers, an die die Burg nach dem Tod ihres einzigen Sohnes 1428 gefallen war, starb, nachdem sie James Cornwalsh, den Chief Baron of the Irish Exchequer (Oberster Richter des irischen Finanzgerichtshofes), als Nachlassverwalter bestimmt hatte. Cornwalsh nahm die Burg in Besitz, was Sir Edward Perrers' Tochter Ismay, die in die FitzWilliam-Familie eingeheiratet hatte, sehr missfiel. Ihr Gatte hob eine erhebliche Zahl an Soldaten aus, griff die Burg an und „ermordete den Richter verbrecherisch“, wie die spätere Anklage es formulierte. Der Mordvorwurf macht es schwierig, zu verstehen, warum FitzWilliam und seine Gattin Ismay bald begnadigt wurden, auch wenn die Regierung von König Heinrich VI. von England dafür bekannt war, auch berüchtigtste Verbrecher zu begnadigen.
1489 wurde der Zustand der Burg als ruinös beschrieben, aber sie wurde später wieder aufgebaut und in den 1640er-Jahren soll sie die stärkste Festung im Raum Dublin gewesen sein, auch wenn die Besitzer 1642 erhebliche Beschädigungen beklagten.

### Schlacht von Rathmines
Im Juli 1649 rückte der royalistische Heerführer in Irland, James Butler, 1. Duke of Ormonde, auf Dublin vor, das von parlamentaristischen Kräften unter Colonel Michael Jones gehalten wurde. Jones nahm an, dass der Duke of Ormonde versuchen würde, Baggotrath Castle einzunehmen, ließ daher Vorsicht walten und die Burg teilweise zerstören. Dennoch war der Duke of Ormonde entschlossen, die Burg, wenn möglich, neu befestigen zu lassen. Am 1. August wurde eine Truppe von 1500 Mann ausgesandt, um sie zu sichern, aber aus bis heute ungeklärten Gründen benötigten sie die ganze Nacht, um eine Strecke von etwa 1 Meile (ca. 1,6 km) zurückzulegen. Als der Duke of Ormonde selbst an der Burg ankam, musste er feststellen, dass nichts geschehen war, um sie zu befestigen. In der Zwischenzeit war Jones von der Ankunft des Duke of Ormonde unterrichtet worden und griff die Burg mit 5000 Mann an. Die royalistische Kavallerie desertierte und die meisten Fußsoldaten wurden umgebracht oder gefangen genommen, was Jones seinem entscheidenden Sieg in Rathmines ermöglichte.

### Niedergang und Abriss
Die FitzWilliams, die noch eine andere große Burg in Dublin besaßen, nämlich Merrion Castle, scheinen keine Anstrengungen unternommen zu haben, Baggotrath Castle wieder aufzubauen. Austin Cooper beschrieb 1778 die Ruinen detailliert und Francis Grose zeichnete sie 1792, einige Jahre, bevor sie abgerissen wurden, um die Baggot Street zu verlängern. Der Name der Burg ist bis heute in der Baggotrath Lane, einer schmalen Seitenstraße, die die Baggot Street Lower mit der Merrion Street verbindet, erhalten.